# Fabian Navarro

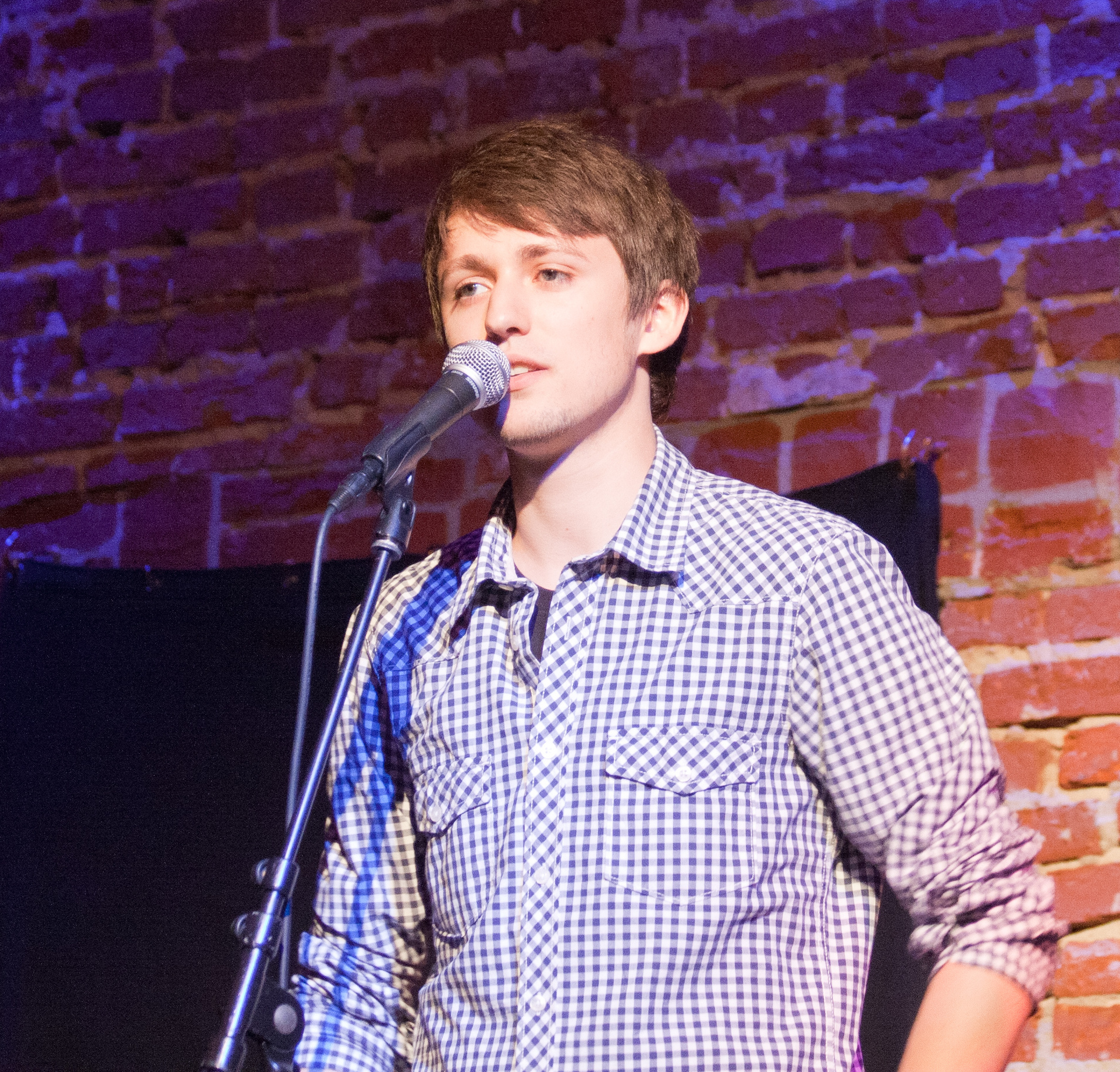
Fabian Navarro, 2011

Fabian Navarro (* 1990 in Warstein) ist ein deutscher Lyriker, Autor, Kabarettist und Poetry Slammer.

## Leben
Er wuchs als Sohn einer deutsch/spanischen, fünfköpfigen Familie im Sauerland auf und feierte 2009/10 erste Erfolge durch Siege bei Poetry Slams in der Region. 2011 erschien im Paderborner Lektora-Verlag seine erste Textsammlung mit dem Namen Ganz viel Mist und ein bisschen Poesie, 2014 folgte im selben Verlag Von A nach B. Der mehrfache Teilnehmer an Poetry-Slam-Meisterschaften gehört heute zu den erfolgreichsten Slammern des deutschsprachigen Raumes. 2015 erreichte er in Augsburg das Finale der deutschsprachigen Meisterschaft, zog ins finale Stechen ein und wurde letztlich Dritter. 2017 in Hannover erreichte er den zweiten Platz. Zwischenzeitlich wohnte der Germanistik-Student in Hamburg, wo er diverse Literatur-Veranstaltungen wie etwa Lesebühnen organisierte. Inzwischen hat er an mehr als 500 Slams und Lesungen teilgenommen. Er programmierte den Gedichte-Bot „Eloquentron 3000“. 2020 begann er im Zuge der Corona-Pandemie auf Twitch Online-Streams mit Lesungen, Hörspielen und Workshops durchzuführen. Darüber hinaus betreut er gemeinsam mit Jasmin Schreiber und Johannes Floehr das Projekt „Streamkultur“ auf Twitter. Dort sammeln sie Online-Streams von Kulturschaffenden.
Gemeinsam mit Jan Philipp Zymny und Maximilian Humpert bildete er bis 2015 das Slam-Team Team 101, sie erreichten das Team-Finale 2012. Seit 2023 tritt er mit Francesca Herr als Team Mal was anderes auf, mit dem sie bei ihrem dritten Auftritt die österreichische Teammeisterschaft gewannen.
Im Einzelwettbewerb siegte Fabian Navarro 2022 und 2023 bei den Landesmeisterschaften für Wien und Niederösterreich.
Fabian Navarro arbeitet und lebt in Wien. Dennoch tritt er weiterhin auf der Hamburger Lesebühne Randale und Liebe zusammen mit David Friedrich (Poetry-Slammer) und Bente Varlemann auf.

## Auszeichnungen
- 2010: Finalist beim NRW Slam in Bielefeld
- 2012: 2. Platz beim Compete Wettbewerb in Düsseldorf, Kategorie: „Poetry Clip“
- 2012: 3. Platz beim Compete Wettbewerb in Düsseldorf, Kategorie: „Blog-Text“
- 2014: 1. Platz beim Compete Wettbewerb in Düsseldorf, Kategorie: „Poetry Clip“
- 2014: Poetry Slam Landesmeister in Schleswig-Holstein
- 2015: Hamburger Stadtmeister im Poetry Slam
- 2015: 3. Platz beim SLAM 2015
- 2017: 2. Platz beim SLAM 2017
- 2022: Poetry Slam Landesmeister von Wien, Niederösterreich und Burgenland[14]
- 2023: Poetry Slam Landesmeister von Wien und Niederösterreich[15]
- 2025: Fine Crime Newcomer Award[16]

## Veröffentlichungen (Auswahl)
- Fabian Navarro: Ganz viel Mist und ein bisschen Poesie. Lektora-Verlag, 2011, ISBN 978-3-938470-67-1.
- Fabian Navarro: Von A nach B. Lektora-Verlag, 2014, ISBN 978-3-95461-018-1.
- Fabian Navarro: Die Chroniken von Naja. Lektora-Verlag, ISBN 978-3-95461-103-4.
- Fabian Navarro: poesie.exe. Satyr-Verlag, 2020, ISBN 978-3-947106-62-2.
- Fabian Navarro: Miez Marple und die Kralle des Bösen. Goldmann-Verlag, 2022, ISBN 978-3-442-20630-8.
- Fabian Navarro: Miez Marple und die Pfote des Todes. Goldmann-Verlag, 2023, ISBN 978-3-442-20660-5.

### Beiträge in Anthologien
- Karsten Strack (Hrsg.): Die ultimative Poetry-Slam-Anthologie. Lektora-Verlag, 2014, ISBN 978-3-95461-030-3.
- Kampf der Künste (Hrsg.): Best of Poetry Slam #1. 2014, ISBN 978-3-00-046941-1.
- Bas Böttcher, Wolf Hogekamp (Hrsg.): Die Poetry-Slam-Fibel: 20 Jahre Werkstatt der Sprache. Satyr-Verlag, 2014, ISBN 978-3-944035-38-3.
- David Grashoff (Hrsg.): Das Slamperium schlägt zurück. Lektora-Verlag, 2014, ISBN 978-3-95461-017-4.
- Hiltrud Herbst, Anton G. Leitner (Hrsg.): Weltpost ins Nichtall: Poeten erinnern an August Stramm. Daedalus, 2015, ISBN 978-3-89126-310-5.